# Сен-Совёр-де-Монтагю
Сен-Совёр-де-Монтагю́ (фр. Saint-Sauveur-de-Montagut, окс. Sant Sauvador de Montagut) — коммуна во Франции, находится в регионе Рона — Альпы. Департамент коммуны — Ардеш. Входит в состав кантона Сен-Пьервиль. Округ коммуны — Прива.
Код INSEE коммуны 07295.

## Население
Население коммуны на 2008 год составляло 1149 человек.
| 1962 | 1968 | 1975 | 1982 | 1990 | 1999 | 2008 |
| ---- | ---- | ---- | ---- | ---- | ---- | ---- |
| 1625 | 1650 | 1615 | 1439 | 1396 | 1248 | 1149 |

## Экономика
В 2007 году среди 622 человек в трудоспособном возрасте (15-64 лет) 426 были экономически активными, 196 — неактивными (показатель активности — 68,5 %, в 1999 году было 70,3 %). Из 426 активных работали 375 человек (204 мужчины и 171 женщина), безработных было 51 (26 мужчин и 25 женщин). Среди 196 неактивных 52 человека были учениками или студентами, 71 — пенсионерами, 73 были неактивными по другим причинам.

## Фотогалерея
- Сен-Совёр-де-Монтагю
- Церковь
- Мэрия
- Карта коммуны